# 香樹院徳龍
香樹院徳龍（こうじゅいんとくりゅう、1772年10月22日（明和9年9月26日） - 1858年3月8日（安政5年1月23日））は、江戸時代後期の浄土真宗の僧。真宗大谷派に属し、東本願寺学寮の講師を務めた。字は召雲。号は不争室、香樹院。

## 概要
越後国の佛性山金剛院無為信寺（現在の阿賀野市）の次男に生まれる。
京都・東本願寺の学寮にて香月院深励に師事し、1847年（弘化4年）、学寮で最高位の講師となる。また、各地を布教して巡り、87歳で没した。
「学識は香月院（深励）、徳行は香樹院（徳龍）」と称された。

## 墓所
墓所は新潟県阿賀野市の無為信寺にある。

## 著作
- 『成唯識論記』
- 『解深密経講賛』
- 『香樹院語録』